# Zełena Łypa
Zełena Łypa (ukr. Зелена Липа) – wieś na Ukrainie, w obwodzie czerniowieckim, w rejonie dniestrzańskim, w hromadzie Kliszkiwci. W 2001 liczyła 423 mieszkańców, wśród których 417 wskazało jako ojczysty język ukraiński, 5 rosyjski, a 1 mołdawski.